# Chloroperla nevada
Chloroperla nevada is een steenvlieg uit de familie groene steenvliegen (Chloroperlidae). De wetenschappelijke naam van de soort is voor het eerst geldig gepubliceerd in 1967 door Zwick.